# زبان لووی

گسترهٔ زبان مرده لووی

زبان لووی، از زبان‌های مرده خانواده زبانی زبان‌های هندواروپایی و از شاخه زبان‌های آناتولی آن است. زبان لووی از خویشاوندان نزدیک زبان هیتی است، و در میان زبان‌هایی جای می‌گیرد که مردمان ارزاوا، تا باختر و جنوب غربی ناحیه کانون هیتی‌نشینی، با آن گپ می‌زده‌اند. در کُهَن‌ترین نوشتارها، این ناحیه را لوویا خوانده‌اند؛ چندی پس، همین ناحیه با نام لیدیا یا لودیا خوانده شده‌است. نیز نیای بی‌واسطه زبان لیکیه‌ای یا از خویشاوندان نزدیک نیای زبان لیکیه‌ای است. زبان لوویان بهترین زبانی است که می‌توان گمان برد ترواییان با آن گپ می‌زده‌اند.
از همین سرزمین، گویشوَران زبان لووی، کم کم به سوی خاوران پراکندند و از دست اَندَرکاران سرنگونی امپراتوری هیتی شدند. زبان لووی همچنین، زبان ممالک سوری-هیتی مانند میلید و کارکمیش بوده‌ است. اهالی پادشاهی تابال که حدود ۹۰۰ پیش از میلاد مسیح سر بر آورد نیز به لووی سخن می‌گفتند.